# Shaibu Yakubu
Shaibu Yakubu (sinh ngày 11 tháng 11 năm 1986 ở Obuasi) là một cầu thủ bóng đá người Ghana thi đấu cho Adıyamanspor ở Thổ Nhĩ Kỳ.

## Sự nghiệp
Năm 2008 Yakubu chuyển đến Hacettepe Spor Kulübü ở Süper Lig, trước khi gia nhập Kartalspor năm 2009. Sau đó anh chuyển đến câu lạc bộ Hi Lạp OFI Crete trước thương vụ hoán đổi vào mùa hè năm 2011 với Enosis Neon Paralimni ở Cypriot First Division.